# قطار طوكيو السريع
كان قطار طوكيو السريع (Tokyo Express) هو الاسم الذي أطلقته قوات الحلفاء على استخدام سفن البحرية الإمبراطورية اليابانية ليلاً لإيصال الجنود والإمدادات والمعدات للقوات اليابانية العاملة في غينيا الجديدة وجزر سليمان وما حولها خلال حملة المحيط الهادئ في الحرب العالمية الثانية. تضمنت العملية تحميل الأفراد أو الإمدادات على متن سفن حربية سريعة (المدمرات بشكل أساسي)، وعلى الغواصات لاحقاً، واستخدام سرعة السفن الحربية لتوصيل الأفراد أو الإمدادات إلى الموقع المطلوب والعودة إلى القاعدة الأصلية كل ذلك في غضون ليلة واحدة حتى لا تتمكن طائرات الحلفاء من اعتراضهم نهاراً.